# Пасифік (футбольний клуб)
Футбольний клуб «Пасифік» (англ. Pacific Football Club) — канадський футбольний клуб з міста Вікторія у провінції Британська Колумбія. Клуб грає в Канадській Прем'єр-лізі, домашні матчі клуб проводить на стадіоні «Старлайт Стейдіум» у Ленгфорді.

## Історія
5 травня 2018 року серед чотирьох груп, допущених Канадською футбольною асоціацією до здобуття професійного статусу для своїх команд, разом із сформованими командами «Кавалрі», «Галіфакс Вондерерз» і «Йорк9», було представлено також клуб «Порт Сіті». Цей клуб був єдиним із чотирьох, який не мав визначеного місця розташування, яким мало стати одне з міст Британської Колумбії. Очікувалося, що група створить команду або у Великій Вікторії, або в Сурреї у Британській Колумбії. Колишній професійний футболіст Роб Френд, який виріс у Британській Колумбії, був заявлений як представник регіону. 1 червня Канадська Прем'єр-ліга надала групі власників клубу «Порт Сіті» місце в лізі для клубу на острові Ванкувер.
Футбольний клуб «Пасифік» було офіційно представлено 20 липня 2018 року як сьому команду, яка приєдналася до канадської Прем'єр-ліги. Окрім підтвердження свого місця в лізі на стартовий сезон 2019 року, клуб також представив свої емблему, кольори та брендинг. 20 серпня колишній гравець збірної Данії Мікаель Сільбербауер був оголошений першим головним тренером команди.
Клуб зіграв свій перший офіційний матч 28 квітня 2019 року, перемігши в домашньому матчі «Галіфакс Вондерерз» з рахунком 1-0, причому єдиний гол у матчі забив Гендрік Штаросцік, а Марк Віллідж відбив пенальті. 18 жовтня 2019 року клуб розстався з Сільбербауером, та призначив виконуючим обов'язки головного тренера Джеймса Меррімена, який на той час був асистентом головного тренера.
26 серпня 2021 року клуб уперше зіграв проти команди MLS, зігравши в чвертьфіналі чемпіонату Канади проти іншого клубу з Британської Колумбії «Ванкувер Вайткепс». Незважаючи на те, що «Пасифік» не був фаворитом матчу, проте він переміг «Вайткепс» з рахунком 4–3, та став другим клубом канадської Прем'єр-ліги, який вибив клуб MLS із турніру.
5 грудня 2021 року «Пасифік» уперше виграв Прем'єр-лігу Канади після перемоги над чинним чемпіоном «Фордж» з рахунком 1-0 у фіналі ліги на стадіоні «Тім Гортонс Філд», та став другою командою, яка стала переможцем Прем'єр-ліги Канади.

## Стадіон

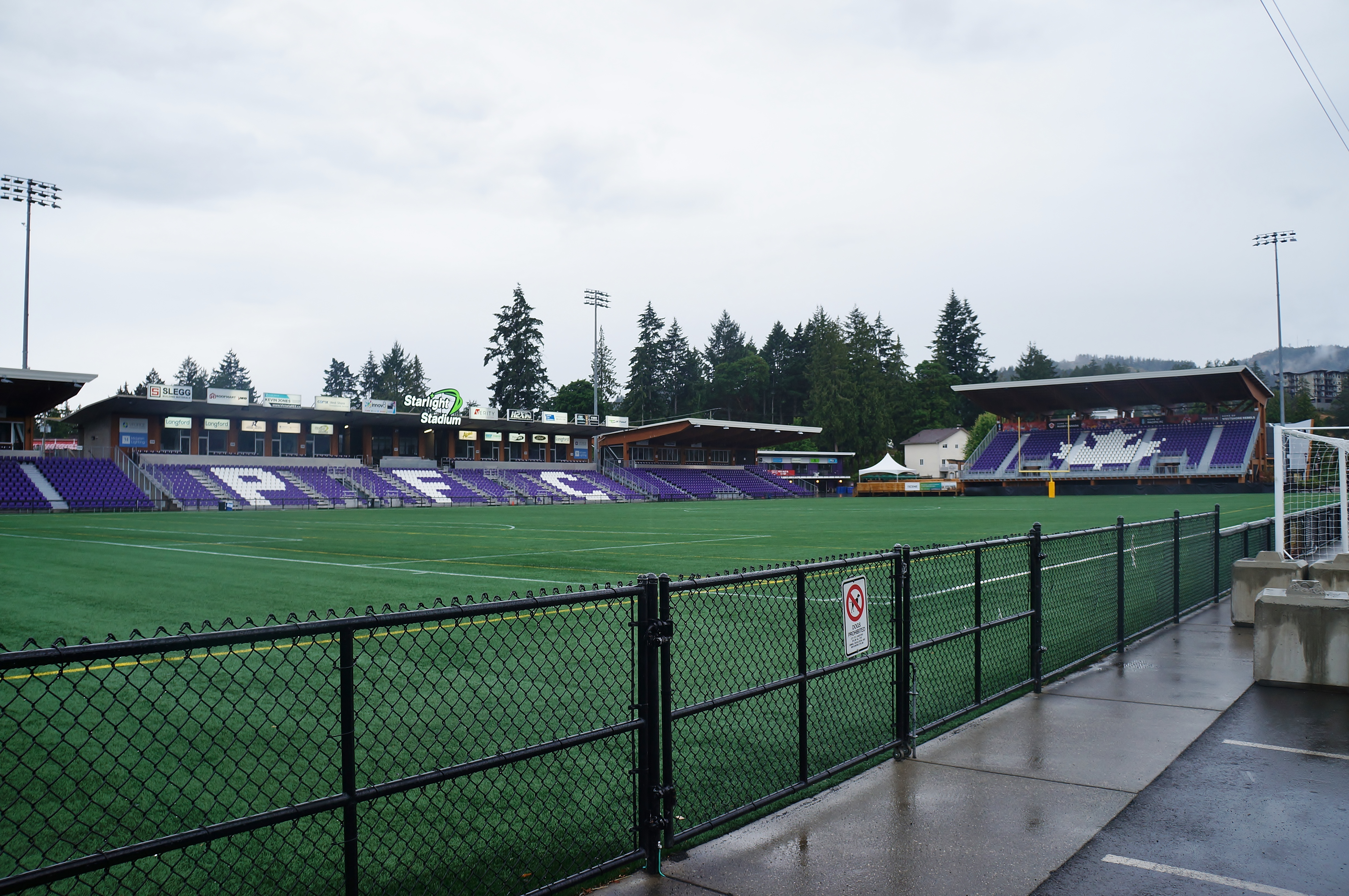
«Старлайт Стедіум» — стадіон у Ленгфорді в Британській Колумбії, на якому грає домашні ігри ФК «Пасифік».

Домашні ігри клуб проводить на стадіоні «Старлайт Стейдіум». Місто Ленгфорд планувало збільшити місткість стадіону з 1718 до 8000 глядачів, але опора, розташована на північній стороні стадіону, завадила будь-якій модернізації з цього боку. Завдяки розширенню існуючої південної трибуни та доданню сидячих місць за обома воротами, а також нових стоячих місць на північній стороні, місткість на сезон 2019 року була збільшена до 6200.

## Емблема і кольори
Бренд клубу створений для представлення острова Ванкувер. Емблема команди має форму шишки дугласової ялиці, дерева, яке походить з острова Ванкувер, розділеної на два сегменти, права сторона якої має форму острова. Дерево межує з океаном, і містить один шеврон, який символізує хвилю океану, і літеру «V», яка може означати місто Вікторія, перемогу та острів Ванкувер. Додатковою частиною логотипу є круглий значок із тризубцем, який символізує силу та мужність острова, а також погоду, яка приписується Тихому океану. Логотип також містить девіз герба міста Вікторія, який є латинською фразою Semper Liber (буквально «Назавжди вільний»). Офіційними кольорами клубу є фіолетовий, бірюзовий і білий (клуб позначає їх як «фіолетовий морської зірки», «синій лагуни» і «білий маяк»). Ці кольори символізують місцеву морську зірку Pisaster ochraceus, Тихий океан і маяки регіону.

## Клубна культура

### Уболівальники
Першою групою вболівальників, яка висловила підтримку команді з острова Ванкувер, яка приєдналася до канадської Прем'єр-ліги, була «Lake Side Buoys», вже існуюча група, яка раніше підтримувала команду «Вікторія Гайлендерз» з другої ліги USL. Також з'явилася друга група прихильників під назвою «Torcida Oranizada Pacific» (TOP).

### Суперництво

#### ФК Ванкувер
«Пасіфік» вперше протистояв клубу «Ванкувер» у першому матчі сезону 2023 року на стадіоні «Старлайт Стейдіум». «Пасифік» виграв матч з рахунком 1-0, а гол у кінці гри забив Менні Апарісіо. У другому матчі команди грали на стадіоні «Віллоубі Ком'юніті Парк», який завершився з рахунком 6–3 на користь «Пасифіка», переможний гол забив Істон Онгаро.

### ФК Кавальрі
Клуб «Пасифік» уперше зустрівся з клубом «Кавалрі» в канадській Прем'єр-лізі в останньому матчі весняного сезону 2019 року, перемігши з рахунком 3-1 на стадіоні «Вестгіллс» у напруженому матчі, в якому було вилучено 3 футболістів. Суперництво двох клубів посилилося протягом сезону 2021 року, коли вони зустрічалися 8 разів у 3 канадських турнірах (канадській Прем'єр-лізі, плей-оф Прем'єр-ліги та чемпіонаті Канади). Це суперництво також підживлюється вже існуючим культурним суперництвом між провінціями, які представляють ці команди, Альбертою та Британською Колумбією.

## Титули і досягнення
- Переможець Канадської Прем'єр-ліги (1): 2021